# Shay Mitchell
Shannon Ashley Mitchell (Mississauga, 10 april 1987) is een Canadese / Filipijnse actrice. Ze speelde in diverse films en series, waaronder Pretty Little Liars, You en The Possession of Hannah Grace.

## Levensloop
Mitchell begon haar carrière als model en reisde de wereld over. Na haar terugkomst in Toronto nam ze acteerlessen. Mitchell maakte haar acteerdebuut in 2009 met een haar gastrol als een model in de televisieserie Degrassi: The Next Generation. Daarnaast was ze datzelfde jaar te zien in diverse reclamefilmpjes.
In 2010 kreeg Mitchell haar eerste grote rol als Emily Fields in de serie Pretty Little Liars, deze rol vertolkte ze tot het einde van de serie in 2017. Tevens was Mitchell datzelfde jaar te zien in de televisieseries Aaron Stone en Rookie Blue. Met haar rol als Nicole in de film Dreamland, maakte Mitchell haar debuut op het grote doek. Hierna volgde rollen in de films Mother's Day en The Possession of Hannah Grace.
In 2018 vertolkte Mitchell de rol van Peach Salinger in de Netflix-serie You.
Tevens was Mitchell door de jaren heen te zien in meerdere videoclips van diverse artiesten, waaronder in Hold My Hand van Sean Paul en In My Feelings van Drake.

## Filmografie

### Film
- 2010: Verona, als een model
- 2012: Immediately Afterlife, als Marissa
- 2016: Dreamland, als Nicole
- 2016: Mother's Day, als Tina
- 2018: The Possession of Hannah Grace, als Megan Reed

### Televisie
- 2009: Degrassi: The Next Generation, als model
- 2010-2017: Pretty Little Liars, als Emily Fields
- 2010: Aaron Stone, als Irina Webber
- 2010: Rookie Blue, als schattig meisje
- 2013: Hey Tucker!, als Shay
- 2013: Glee, als flirt van Jake
- 2018: You, als Peach Salinger
- 2019-heden: Dollface, als Stella Cole
- 2021: Trese, als Alexandra Trese
- 2021: Miracle Workers: Oregon Trail, als Purple

### Videoclips
- 2009: Hold My Hand, van Sean Paul
- 2016: Under You, van Nick Jonas
- 2017: Help Me Help You, van Logan Paul
- 2018: In My Feelings, van Drake